# 史易
史易（?—?），奉天承德县（今属辽宁省沈阳市）人，清朝政治人物。乾隆丙戌进士。

## 生平
乾隆三十一年（1766年）丙戌科進士。乾隆三十六年五月，擔任廣東潮州府豐順縣知縣。后由邵應鳳接任。